# Pipiza atrata
Pipiza atrata är en tvåvingeart som beskrevs av Charles Howard Curran 1922. Pipiza atrata ingår i släktet gallblomflugor, och familjen blomflugor.
Artens utbredningsområde är British Columbia. Inga underarter finns listade i Catalogue of Life.